# Clint Bajakian
Œuvres principales
Bandes originales de Indiana Jones et le Mystère de l'Atlantide, Maniac Mansion: Day of the Tentacle, Monkey Island, Outlaws
Clint Bajakian est un compositeur de son et de musique, un musicien et un directeur artistique américain spécialisé dans les effets sonores et la musique liés aux jeux vidéo. 

## Biographie
Originaire du Massachusetts, Clint Bajakian a commencé son apprentissage musical à l'âge de 8 ans par l'étude du piano et de l'euphonium. Il intègre alors durant 4 ans la fanfare de l'école. Il apprend ensuite la guitare et joue de 1977 à 1984 dans un certain nombre de groupes de rock.
En 1982, il intègre le Conservatoire de la Nouvelle-Angleterre à Boston d'où il sort avec un double B.A. en théorie de la musique et maîtrise de la guitare classique.
En 1991, il passe une maîtrise de musique en composition musicale à l'Université du Michigan, ce qui lui permettra de composer une œuvre pour orchestre qui sera jouée publiquement.
Ce diplôme tout juste en poche, Clint Bajakian déménage de la côte est à la côte ouest californienne pour travailler pour la société Lucas Arts. Il participe alors à la création des bandes son de la plupart des jeux édités, souvent en collaboration avec ses collègues et néanmoins amis de longue date Michael Land et Peter McConnell. Le succès des jeux et la qualité de leurs bandes son et musicale ont tôt fait de faire remarquer leurs auteurs auprès des aficionados. Parmi celles-ci, on remarquera particulièrement la qualité de la partition musicale du jeu Outlaws, très inspirée de celle de Ennio Morricone, qui a fait l'objet, chose rare à l'époque, d'un enregistrement avec de vrais instruments et d'une mise à disposition sur les CD du jeu des morceaux en plages musicales lisibles sur un lecteur de CD classique.
En 2000, il quitte Lucas Arts pour monter sa propre société de production sonore, C.B. Studios. La compagnie sera ensuite renommée en The Sound Department et in fine en Bay Area Sound. 
Clint Bajakian travaille en 2010 comme Directeur Artistique Sénior pour le compte du département musical de Sony Computer Entertainment America.

## Musicographie

### Bande originale de jeux vidéo
- Monkey Island 2: LeChuck's Revenge (1991)
- Indiana Jones et le Mystère de l'Atlantide (1992)
- Sam and Max Hit the Road (1993)
- Maniac Mansion: Day of the Tentacle (1993)
- Star Wars: TIE Fighter (1994)
- Star Wars: Dark Forces (1995)
- Outlaws (1997)
- Indiana Jones et la Machine infernale (1999)
- Star Wars Episode I: Jedi Power Battles (2000)
- Escape from Monkey Island (2000)
- Indiana Jones et le Tombeau de l'empereur (2003)
- Unreal II: The Awakening (2003)
- The Bard's Tale (2004)
- Syphon Filter: Dark Mirror (2006)
- Uncharted: Golden Abyss (2011)

### Autres travaux
- The Upgrade (2000)
- Panzehir (2014)